# ヘレン・ソーヤー・ホッグ

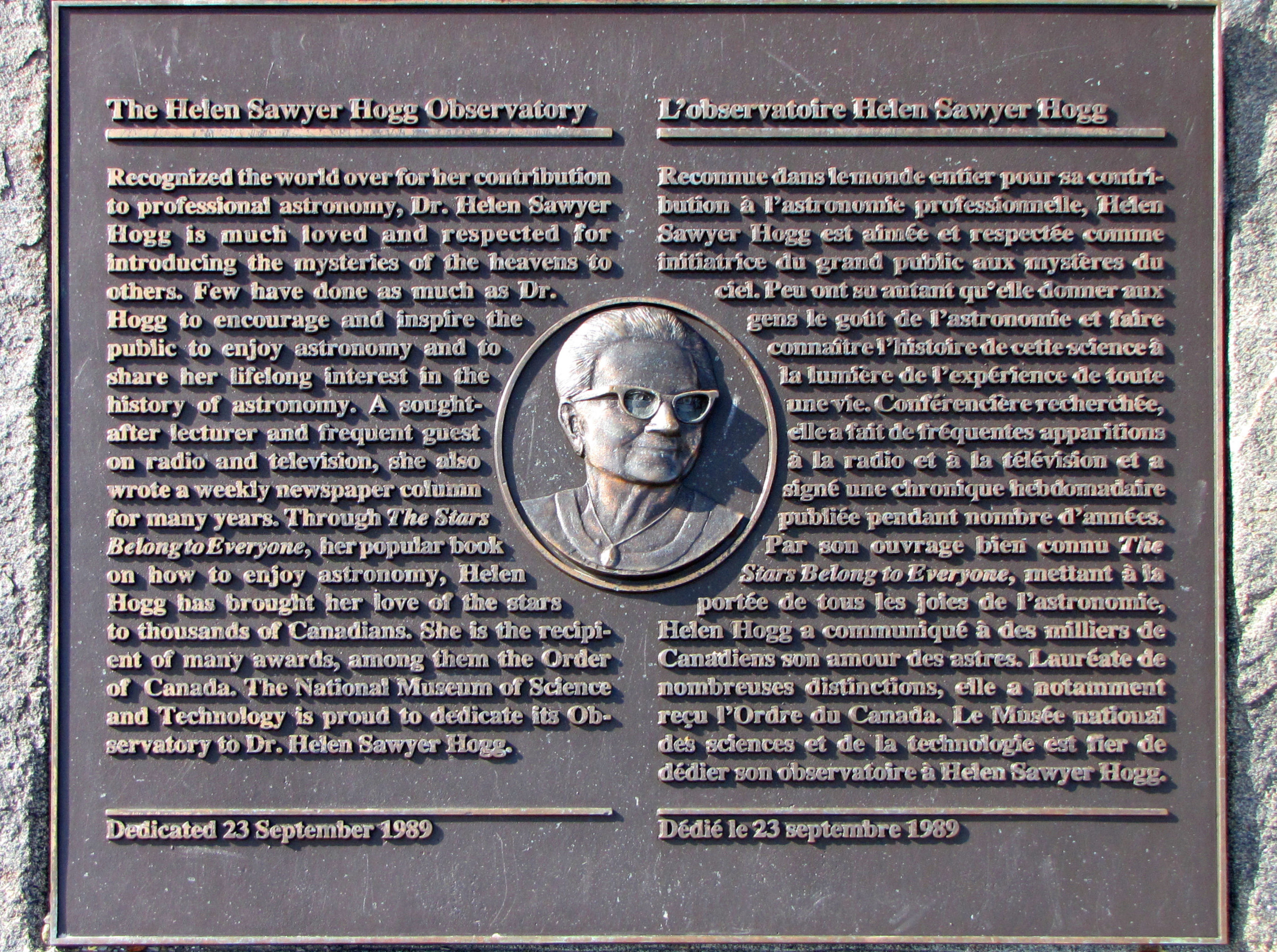
カナダ科学技術博物館にあるヘレン・ソーヤー・ホッグの額

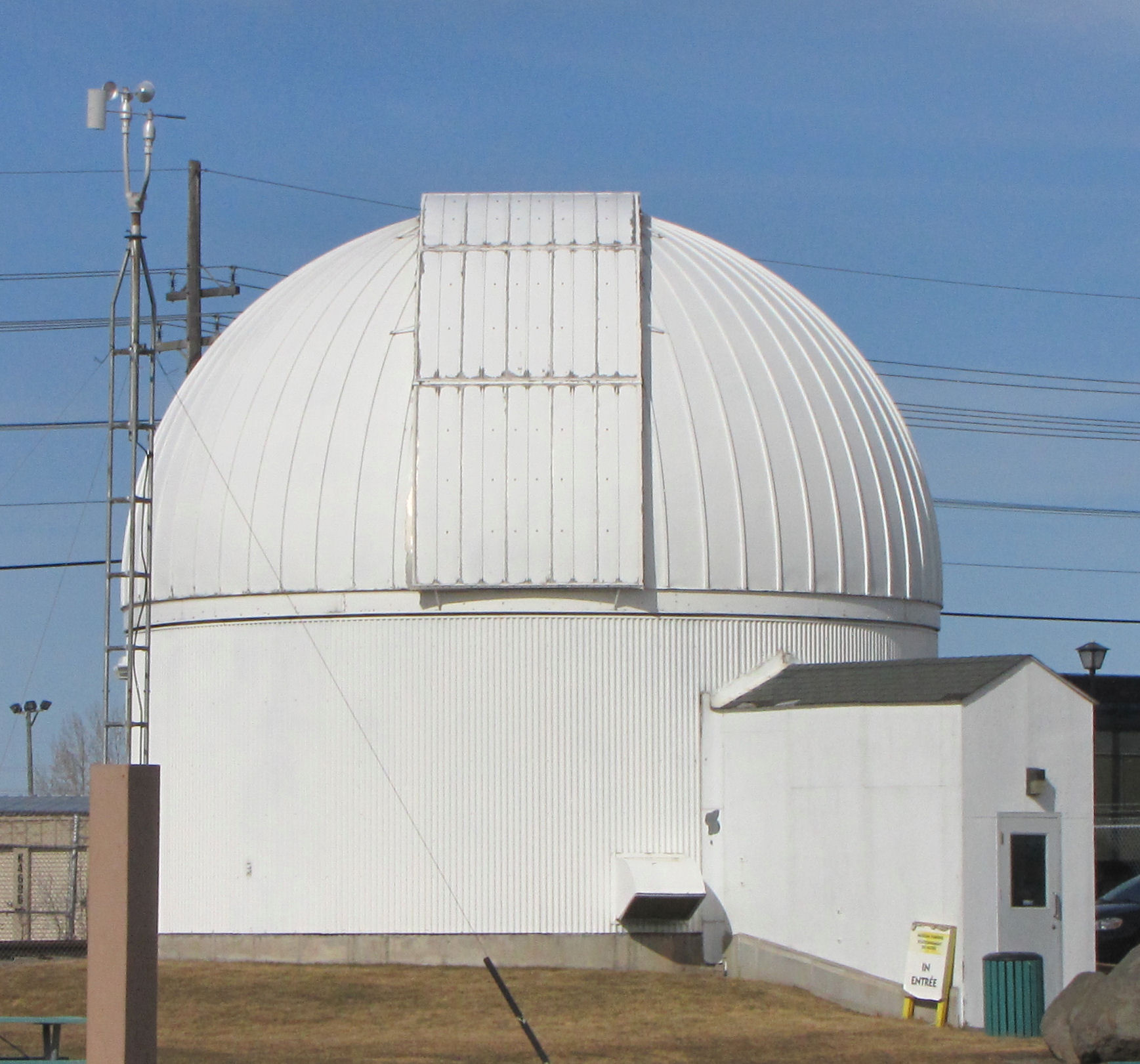
カナダ科学技術博物館にあるヘレン・ソーヤー・ホッグ天文台

ヘレン・ソーヤー・ホッグ（Helen Battles Sawyer Hogg、1905年8月1日 - 1993年1月28日）は、アメリカ合衆国出身で、カナダで活躍した天文学者である。球状星団の研究で知られる。彼女は、トロント・スター誌で1951年から1981年まで連載していた天文学のコラムと、1946年から1965年までJournal of the Royal Astronomical Society of Canada誌に“Out of Old Books”のタイトルで投稿していた天文学史に関する論文で有名である。

## 経歴・人物
マサチューセッツ州ローウェルに生まれた。1926年にマウント・ホリヨーク大学を卒業すると、ハーバード大学天文台に勤め、ハーロー・シャプレーやアニー・ジャンプ・キャノンとともに星団の研究を行った。1931年にラドクリフ大学から博士号を授与された。
彼女は1930年にフランク・スコット・ホッグと結婚した。2人はブリティッシュコロンビア州ビクトリアに引っ越し、フランクはドミニオン天体物理天文台に勤めた。ヘレンは雇用されていなかったが、無報酬の助手として働いた。1935年、2人はオンタリオ州に戻り、ここでヘレンはデービッド・ダンラップ天文台の職を得た。この時期の彼女の研究テーマは炭素、窒素、酸素の吸収線を含むスペクトルを持つ恒星であった。1949年にアニー・J・キャノン賞を受賞。フランクは1946年から死去する1951年まで天文台長を務めた。
1967年には、天文学における顕著な功績により、リッテンハウス天文学会シルバーメダルを受賞した。リッテンハウス天文学会は、天文学者のデヴィッド・リッテンハウスを記念して設立された学会である。
1968年にはカナダ勲章を受章し、さらに1976年にはコンパニオンのランクに上がった。
1983年、クルンプケ・ロバーツ賞を受賞。
エドワード・ボーエルが発見した小惑星ソーヤ・ホッグは、彼女の名前にちなんで命名された。

### 死亡記事
- JAVSO 22 (1993) 83
- JRASC 86 (1993) 351
- PASP 105 (1993) 1369